# Alsótelekes
Alsótelekes (vyslovováno [alšótelekeš]) je malá vesnička v Maďarsku v župě Borsod-Abaúj-Zemplén, spadající pod okres Kazincbarcika. Nachází se asi 4 km severovýchodně od Rudabánye. V roce 2015 zde žilo 139 obyvatel. Dle údajů z roku 2001 zde byli 98 % Maďaři a 2 % Romové.
Sousedními vesnicemi jsou Felsőtelekes a Szuhogy.